# Cratere Holbein
Holbein è un cratere d'impatto presente sulla superficie di Mercurio, a 36,11° di latitudine nord e 29,74° di longitudine ovest. Il suo diametro è pari a 115 km.
Il cratere è stato battezzato dall'Unione Astronomica Internazionale in onore dei pittori tedeschi Hans Holbein il vecchio e Hans Holbein il giovane.